# Chester (Massachusetts)
Chester – miejscowość w USA, w hrabstwie Hampden stanu Massachusetts.
Jest częścią zespołu miejskiego Springfield